# Porsche Supercup 2010
Der Porsche Supercup 2010 war die 18. Saison des Porsche Supercups. Sie begann am 13. März in Sakhir und endete nach zehn Rennen am 12. September in Monza. Gesamtsieger wurde René Rast.

## Starterfeld
| Team                              | Nr. | Fahrer                 | Anmerkung | Rennwochenenden |
| --------------------------------- | --- | ---------------------- | --------- | --------------- |
| Konrad Motorsport                 | 1   | Nick Tandy             |           | 1–9             |
| Konrad Motorsport                 | 2   | Siso Cunill            |           | 1, 2, 4         |
| Konrad Motorsport                 | 2   | Raffi Bader            | G         | 6, 8            |
| Konrad Motorsport                 | 2   | Fabrizio del Monte     | G         | 9               |
| Konrad Motorsport                 | 21  | Patrick Huisman        |           | 1–9             |
| Lechner Racing                    | 3   | Alessandro Zampedri    |           | 1–9             |
| Lechner Racing                    | 4   | Štefan Rosina          |           | 1–9             |
| Lechner Racing                    | 30  | Salman Al Khalifa      | G         | 1               |
| Schnabl Engineering Parker Racing | 5   | Niall Breen            |           | 1               |
| Schnabl Engineering Parker Racing | 5   | Martin Ragginger       | G         | 6               |
| Schnabl Engineering Parker Racing | 5   | Brian Wong             | G         | 8, 9            |
| Schnabl Engineering Parker Racing | 6   | Tim Bridgman           |           | 1–9             |
| Schnabl Engineering Parker Racing | 24  | Thomas Messer          |           | 2–9             |
| Schnabl Engineering Parker Racing | 36  | Francesco Castellacci  | G         | 4               |
| Schnabl Engineering Parker Racing | 37  | Jörg Hardt             | G         | 6               |
| SANITEC / GILTRAP Racing          | 7   | William Langhorne      |           | 1–9             |
| SANITEC / GILTRAP Racing          | 8   | Matthew Halliday       |           | 1–8             |
| SANITEC / GILTRAP Racing          | 8   | Francesco Castellacci  | G         | 9               |
| SANITEC / GILTRAP Racing          | 22  | Christian Engelhart    |           | 1–4, 6, 8, 9    |
| SANITEC / GILTRAP Racing          | 22  | Francesco Castellacci  | G         | 5               |
| VERVA Racing Team                 | 9   | Robert Lukas           |           | 1–9             |
| VERVA Racing Team                 | 10  | Kuba Giermaziak        |           | 1–9             |
| Bleekemolen Harders Plaza         | 11  | Sebastiaan Bleekemolen |           | 1–9             |
| Bleekemolen Harders Plaza         | 12  | Robert van den Berg    |           | 1–9             |
| Bleekemolen Harders Plaza         | 23  | Jaap van Lagen         |           | 2–9             |
| VELTINS MRS Racing                | 14  | Jan Seyffarth          |           | 1–9             |
| VELTINS MRS Racing                | 15  | Norbert Siedler        |           | 1–9             |
| Al Faisal Lechner Racing          | 16  | René Rast              |           | 1–9             |
| Al Faisal Lechner Racing          | 17  | Jeroen Bleekemolen     |           | 1–4, 7, 9       |
| Al Faisal Lechner Racing          | 17  | Damien Faulkner        | G         | 5               |
| Al Faisal Lechner Racing          | 17  | Nicolas Armindo        | G         | 6, 8            |
| Al Faisal Lechner Racing          | 31  | Abdulaziz Al Faisal    | G         | 1–3             |
| Al Faisal Lechner Racing          | 31  | Nicolas Armindo        | G         | 9               |
| Team Abu Dhabi by tolimit         | 18  | Sascha Maassen         |           | 1–9             |
| Team Abu Dhabi by tolimit         | 19  | Sean Edwards           |           | 1–9             |
| Team Abu Dhabi by tolimit         | 20  | Khaled Al Qubaisi      |           | 1–9             |
| GT3 Cup Challenge Middle East     | 32  | Fahad Algosaibi        | G         | 1               |
| GT3 Cup Challenge Middle East     | 33  | Bandar Alesayi         | G         | 1               |
| Antonelli Motorsport              | 34  | Angelo Proietti        | G         | 3               |
| Antonelli Motorsport              | 34  | Christian Passuti      | G         | 8, 9            |
| Antonelli Motorsport              | 35  | Christian Passuti      | G         | 3               |
| Antonelli Motorsport              | 35  | Davide Roda            | G         | 8, 9            |
| Antonelli Motorsport              | 39  | Angelo Proietti        | G         | 9               |
| Petricorse Motorsport             | 36  | Vito Postiglione       | G         | 9               |
| Petricorse Motorsport             | 37  | Lorenzo Bontempelli    | G         | 9               |
| Konrad Motorsport Austria         | 38  | Peter Scharmach        | G         | 8               |
| Ebimotors                         | 40  | Alessandro Balzan      | G         | 9               |
| Ebimotors                         | 41  | Alessandro Frassineti  | G         | 9               |
| Porsche AG                        | 90  | Michael Meadows        | G         | 5               |
| Porsche AG                        | 90  | Mathias Lauda          | G         | 6               |
| Porsche AG                        | 90  | Csaba Walter           | G         | 7               |
| Porsche AG                        | 90  | Nico Verdonck          | G         | 8               |
| Porsche AG                        | 90  | Jono Lester            | G         | 9               |
| Porsche AG                        | 91  | Euan Hankey            | G         | 5               |

| Kürzel | Bedeutung                            |
| ------ | ------------------------------------ |
| G      | Gaststarter (nicht punkteberechtigt) |

## Rennkalender
| Nr. | Datum         | Land           | Strecke           | Pole-Position      | Platz 1         | Platz 2            | Platz 3             |
| --- | ------------- | -------------- | ----------------- | ------------------ | --------------- | ------------------ | ------------------- |
| 1a  | 13. März      | Bahrain        | Bahrain           | René Rast          | René Rast       | Štefan Rosina      | Jan Seyffarth       |
| 1b  | 14. März      | Bahrain        | Bahrain           | René Rast          | René Rast       | Jeroen Bleekemolen | Nick Tandy          |
| 2   | 9. Mai        | Spanien        | Barcelona         | Jeroen Bleekemolen | Norbert Siedler | Patrick Huisman    | Jeroen Bleekemolen  |
| 3   | 16. Mai       | Monaco         | Monaco            | René Rast          | René Rast       | Nick Tandy         | Jaap van Lagen      |
| 4   | 27. Juni      | Spanien        | Valencia          | René Rast          | René Rast       | Norbert Siedler    | Jeroen Bleekemolen  |
| 5   | 11. Juli      | Großbritannien | Silverstone       | Nick Tandy         | Nick Tandy      | René Rast          | Patrick Huisman     |
| 6   | 25. Juli      | Deutschland    | Hockenheim        | Nicolas Armindo    | Nicolas Armindo | Jan Seyffarth      | Christian Engelhart |
| 7   | 1. August     | Ungarn         | Budapest          | Nick Tandy         | Nick Tandy      | Sean Edwards       | René Rast           |
| 8   | 29. August    | Belgien        | Spa-Francorchamps | Sean Edwards       | Sean Edwards    | Jaap van Lagen     | René Rast           |
| 9   | 12. September | Italien        | Monza             | Nick Tandy         | Nick Tandy      | Sean Edwards       | Norbert Siedler     |

## Punktewertungen
| Pl. | Team                   | Punkte |
| --- | ---------------------- | ------ |
| 1.  | René Rast              | 152    |
| 2.  | Nicholas Tandy         | 146    |
| 3.  | Norbert Siedler        | 98     |
| 4.  | Jaap van Lagen         | 98     |
| 5.  | Jan Seyffarth          | 97     |
| 6.  | Sean Edwards           | 95     |
| 7.  | Jeroen Bleekemolen     | 92     |
| 8.  | Štefan Rosina          | 90     |
| 9.  | Patrick Huisman        | 82     |
| 10. | Kuba Giermaziak        | 56     |
| 11. | Christian Engelhart    | 54     |
| 12. | Sascha Maassen         | 52     |
| 13. | Matthew Halliday       | 48     |
| 14. | Alessandro Zampedri    | 46     |
| 15. | Tim Bridgman           | 45     |
| 16. | Sebastiaan Bleekemolen | 35     |
| 17. | Robert Lukas           | 27     |
| 18. | William Langhorne      | 25     |
| 19. | Thomas Messer          | 10     |
| 20. | Robert van den Berg    | 9      |
| 21. | Khaled Al Qubaisi      | 6      |
| 22. | Siso Cunill            | 3      |
| 23. | Niall Breen            | 0      |

| Pl. | Team                              | Punkte |
| --- | --------------------------------- | ------ |
| 1.  | Al Faisal Lechner Racing          | 272    |
| 2.  | Konrad Motorsport                 | 219    |
| 3.  | VELTINS MRS Racing                | 193    |
| 4.  | Team Abu Dhabi by tolimit         | 145    |
| 5.  | Lechner Racing                    | 133    |
| 6.  | Bleekemolen Harders Plaza         | 132    |
| 7.  | SANITEC / GILTRAP Racing          | 94     |
| 8.  | VERVA Racing Team                 | 85     |
| 9.  | Schnabl Engineering Parker Racing | 67     |

| Pl. | Fahrer              | Punkte |
| --- | ------------------- | ------ |
| 1.  | Nicholas Tandy      | 146    |
| 2.  | Kuba Giermaziak     | 56     |
| 3.  | Christian Engelhart | 54     |
| 4.  | Tim Bridgman        | 45     |
| 5.  | Robert Lukas        | 27     |
| 6.  | Khaled Al Qubaisi   | 6      |
| 7.  | Niall Breen         | 0      |